# Íkaros

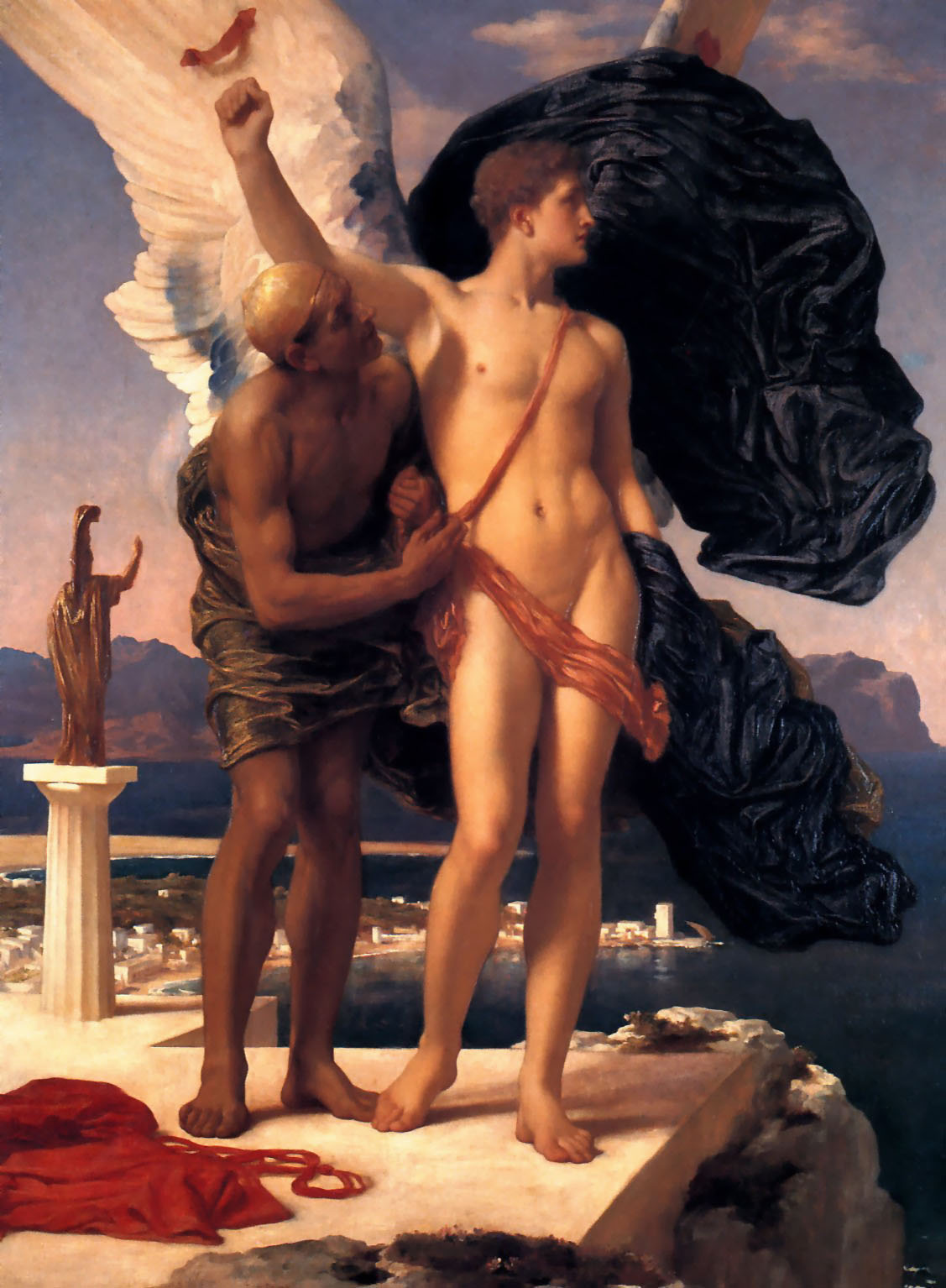
Daidalos a Íkaros

Íkaros (latinsky Icarus) je v řecké mytologii synem největšího řeckého stavitele a vynálezce Daidala.
Narodil se v Athénách, avšak musel s otcem uprchnout na Krétu, kde je přijal krétský král Mínós, pro něhož poté Daidalos postavil labyrint, kde byl před světem schován Mínotaurus, napůl člověk, napůl býk.
Když po létech athénský hrdina a budoucí král Théseus Mínotaura zabil, chtěl se Daidalos i se synem vrátit zpět do Athén, ale Mínós ho nechtěl propustit, aby neprozradil tajemství chodeb labyrintu nebo ho nepostavil ještě někde jinde.
Daidalos věděl, že po moři je únik nemožný, proto vymyslel a sestrojil dva páry křídel, jednotlivá pera spojil voskem a na nich se i s malým synem vydal na cestu přes moře. Dal Íkarovi rady na cestu, aby stále otce sledoval a neztrácel ho z očí, aby neletěl příliš nízko, aby mu voda nepromáčela křídla a netěžkla, ale ani moc vysoko, aby mu slunce nerozpustilo vosk, jenž drží křídla a celou konstrukci.
Íkaros z počátku otcovy rady dodržoval, ale když byli dále nad mořem, let se mu líbil a on zamířil výš, až začalo slunce více hřát, vosk se rozpustil a Íkaros se zřítil do moře. Otec mu nemohl nijak pomoci, než na hladině podle roztroušených per syna najít a na ostrově pohřbít jeho tělo. Ostrov i okolní moře se po něm nazývá Íkarské moře.
Jiná verze o uložení syna nemluví, Daidalos se sám dostal na Sicílii a později se vrátil do rodných Athén.
Daidalos a Íkaros jsou snad nejznámější dvojicí řeckých mýtů. Jsou to první vzduchoplavci a Íkaros je zároveň první obětí leteckého neštěstí.

## Odraz v umění
V antice byl let Daidala a Íkara častým námětem zejména pro malíře váz. Známá jsou tato další díla:
- reliéf Daidalos a Íkaros z 1. stol. př. n. l. (dnes v římské Ville Albani)
- obraz Krajina s Íkarovým pádem dlouho připisovaný, velmi pravděpodobně nesprávně, Pieteru Bruegelovi (ca 1560, v Musées royaux des Beaux-Arts de Belgique v Bruselu)
- tři obrazy od Anthonise van Dycka (1. pol. 17. stol.)
- socha Daidalos a Íkaros je od Antonia Canovy (1779)
- stejnojmenný obraz od P. I. Sokolova (1777, v Treťjakovské galerii v Moskvě)
- kresba pastelem od Jana Preislera
- socha Íkaros od Jana Štursy (1919; 1920)
- obraz Pád Ikarův od Josefa Šímy (1936, v Národní galerii v Praze)